# Richard Salzmann
Richard Salzmann (Csehszlovákia, 1929. május 10. – 2023. október 2.) cseh jogász, bankszakember, a Cseh Köztársaság Állami Vagyonügynökségének alelnöke, a Cseh Bankszövetség elnöke.

## Életútja
A pilseni gimnázium elvégzése után a prágai Károly Egyetem jogi karán szerezte meg felsőfokú végzettségét. 1954 és 1989 között a Csehszlovák Állami Bank alkalmazotta. 1966 és 1970 között a Csehszlovákia Kommunista Pártja tagja volt. 1990-től a Komerční banka-nál folytatta tevékenységét, 1992 és 1998 között a bank vezérigazgatója volt. 1991-ben az Občanská demokratická strana (Polgári Demokrata Párt) tagja lett.

## Családja
Felesége Eva Salzmannová, volt főiskolai tanár. Gyermekei Eva Salzmannová színésznő és Barbora Gergelová etnográfus.

## Fordítás
- Ez a szócikk részben vagy egészben a Richard Salzmann című cseh Wikipédia-szócikk ezen változatának fordításán alapul.  Az eredeti cikk szerkesztőit annak laptörténete sorolja fel. Ez a jelzés csupán a megfogalmazás eredetét és a szerzői jogokat jelzi, nem szolgál a cikkben szereplő információk forrásmegjelöléseként.